# Економіка Нідерландів

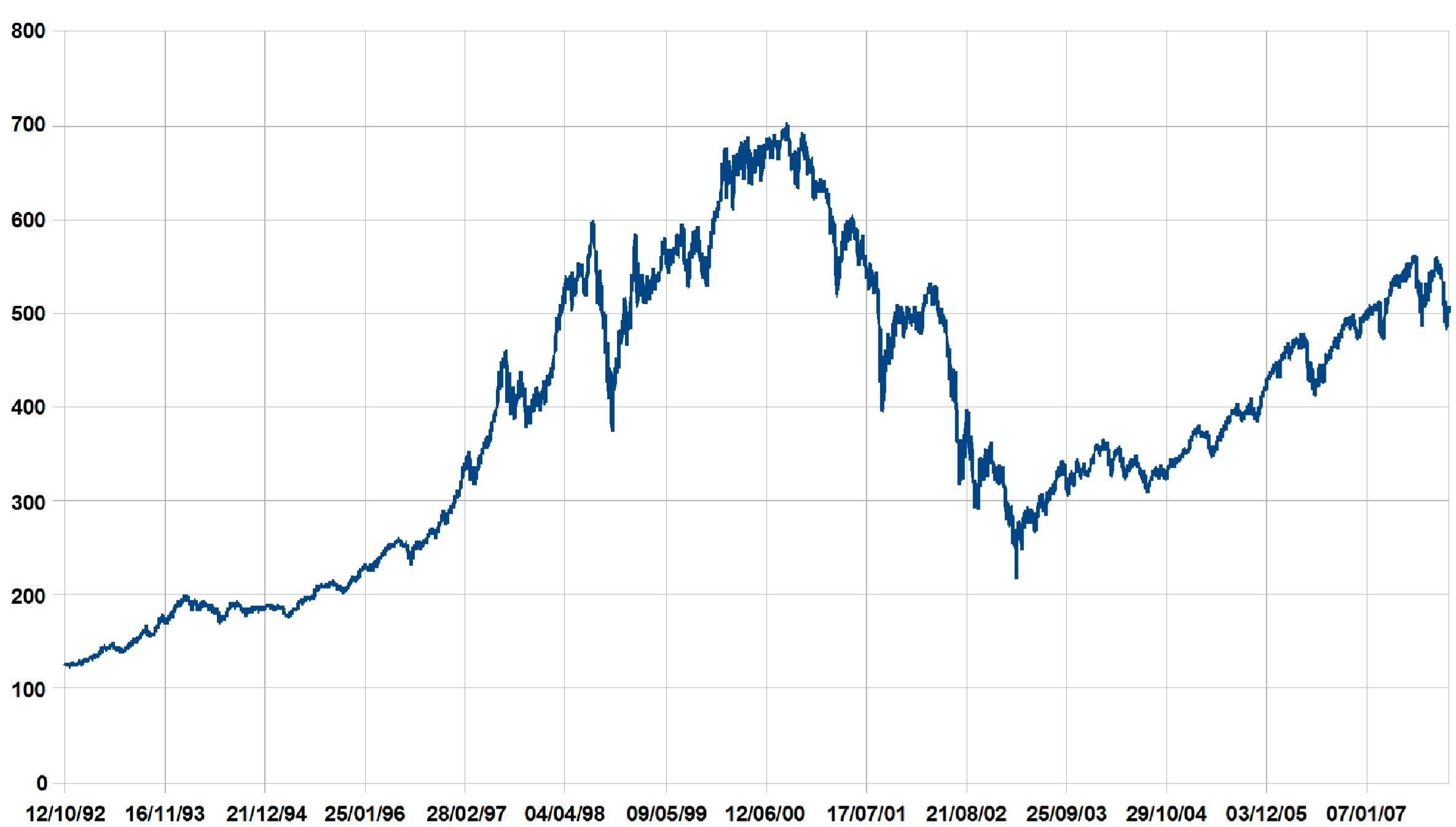
Амстердамська фондова біржа.

Нідерланди — високорозвинена індустріальна країна з інтенсивним високопродуктивним сільським господарством. 

## Загальна характеристика
Основні галузі економіки: агроіндустрія, машино- і суднобудівна, авто- та літакобудівна, електротехнічна та радіоелектронна, нафтова та нафтохімічна, чорна та кольорова металургія, легка промисловість, алмазообробна. Тр-т залізничний, автомобільний, морський, повітряний. Гол. мор. порт — Роттердам та Амстердам. Міжнародний аеропорт — в Амстердамі.
2001 року, за даними Index of Economic Freedom: ВВП — $ 442 млрд. Темп зростання ВВП — 3,8 %. ВВП на душу населення — $ 28154. Прямі закордонні інвестиції — $ 6 млрд. Імпорт (нафта, продовольчі товари, зерно, корм, транспортне обладнання і машини) — $ 188 млрд (г. ч. Німеччина — 20,7 %; Бельгія та Люксембург — 10,6 %; Велика Британія — 9,7 %; США — 9,4 %; Франція — 7 %). Експорт (продукти харчування (особливо м'ясні і молочні), хімічні продукти, нафтопродукти, машини і транспортне обладнання) — $ 210 млрд (г. ч. Німеччина — 26 %; Бельгія та Люксембург — 12,8 %; Франція — 10,6 %; Велика Британія — 10,1 %; Італія — 5,8 %).
Нідерланди — невелика держава, однак її валовий національний продукт в абсолютному і відносному (на душу населення) вимірі свідчить, що Нідерланди — одна з найбагатших країн у світі, займає 12-е місце серед країн, що входять в Організацію економічної співпраці і розвитку.
У 1996 частка експорту в ВНП Нідерландів становила бл. 60 %. За рівнем експорту на душу населення (більше за 6,5 тис. дол.) Нідерланди займають одне з перших місць у світі. Майже все провідні галузі промисловості країни мають чітко виражену експортну орієнтацію.
Виробництво електроенергії в країні становить понад 74 млрд кВт·год на рік (1991). Працюють г.ч. ТЕС.

## Зовнішня торгівля
Зовнішня торгівля здавна грала важливу роль в економіці Нідерландів. Завдяки вигідному географічному положенню Нідерланди стали однією з найбільших торгових країн світу. У сучасних умовах її розвитку сприяє густа мережа автомобільних і залізниць, внутрішніх водних шляхів і величезних портів. У 1994 Нідерланди увійшли у вісімку найбільших світових експортерів, і в 1996 на частку цієї країни доводилося понад 4 % світової торгівлі. Зовнішня торгівля сьогодні лежить у основі економіки країни. Частка надходжень від експорту (51,5 % в 1996) тут значно вище, ніж у Франції (18,8 %) або США (8,5 %). З 1965 Роттердам став найбільшим світовим портом. На початку 1990-х років по вантажообігу він удвічі перевершував порт Нью-Йорка. Щорічно в Роттердамі обробляється бл. 307 млн т вантажів, або 90 % всіх вантажів, що поступають в Нідерланди морським шляхом. Завдяки налагодженій системі вантажоперевезень по ріках, каналах, трубопроводах і автомобільних дорогах, залізницях Нідерланди перетворилися в головний центр морських сполучень для інших європейських країн. Подібний реекспорт звичайно направлений в Німеччину, а також у Францію і Швейцарію. Нідерланди забезпечують також вихід до моря для деяких видів продукції важкої індустрії Німеччини. Основну частину вантажообігу Роттердама складає сировина, особливо неочищена нафта, руди і хімічні продукти.

## Промисловість
Промисловий сектор економіки Нідерландів, подібно іншим галузям, має комерційну орієнтацію і певну спеціалізацію. Структура промисловості країни істотно відрізняється від сусідньої Бельгії, де виділяється важка індустрія. Металургійна продукція, за винятком сталі і алюмінію, вельми незначна. Розвиток важкої промисловості Нідерландів гальмувався через обмеженість мінерально-сировинної бази. Тільки після закінчення Другої світової війни почалося швидке зростання таких галузей, як машинобудування, енергетика і хімічна промисловість (особливо нафтопереробка і нафтохімія). У період з 1960 по 1989 середньорічні темпи приросту промислової продукції становили 3,8 %, але у 1990—1996 вони знизилися до 1,7 %. Частка промисловості у ВВП Нідерландів в 1998 становила 23 %. Незважаючи на малі розміри, Нідерланди за сприяння британського капіталу створили ряд найбільших торгових і промислових світових компаній, наприклад, «Філіпс», «Юнільовер» і «Роял датч шелл». Машинобудування, електротехнічна промисловість і транспортне машинобудування мають переважно експортну орієнтацію. У цих галузях зайнято бл. 20 % промислових робітників країни. Найбільше значення мають суднобудування і ремонт суден, сконцентроване в Роттердамі і Амстердамі. У 1993 Нідерланди спустили на воду торгові судна загальною водотоннажністю 163 тис. т. Суднобудівельні заводи випускають стаціонарні мотори, суднові двигуни, насоси, крани і інше портове обладнання. Підприємства машинобудування виробляють також металоконструкції і обладнання для виготовлення молока, маргарину і масла. Нідерландська радіоелектронна і електротехнічна промисловість представлена найбільшим у світі концерном «Філіпс», що має центральний офіс в Ейндховені. У західній Голландії виробляють пластмаси, мінеральні добрива, мило і ліки, а також синтетичне волокно і гуму. Текстильна промисловість спеціалізується на випуску бавовняних, а також шерстяних і віскозних тканин. Нідерланди — провідний експортер віскози. Споживчі товари, особливо продукти харчування і напої, складають бл. 1/4 експорту країни. Нідерланди — найбільший у світі виробник маргарину (209 тис. т в 1992). Виробляються також такі продукти, як сухе і згущене молоко, пиво, шоколад, борошно, печиво і олія. Разом з тим, промисловість Нідерландів працює в основному на привізній сировині. Навіть будинки і греблі споруджуються з імпортного каменя.

### Паливно-енергетичний комплекс
Нафтовидобувна промисловість країни (видобуток нафти становить 2,2 млн т) сконцентрована на південному сході провінції Південна Голландія (район Схонебек). Видобуток природного газу (щорічно понад 84 млрд м3) зосереджений на півдні провінцій Дренте та Південна Голландія. Виробництво електроенергії у 2003 р. становило 88,3 млрд кВттод. Основою електроенергетики країни є потужні ТЕС, які виробляють понад 90 % необхідної електроенергії. Швидко розвивається атомна енергетика. Діють дві АЕС потужністю понад 520 тис. кВттод.

### Металургія
Усі великі металургійні підприємства розташовані на узбережжі рік і працюють на рудах з високим вмістом заліза, що імпортується з Франції і Швеції. Центром виробництва чорної металургії є м. Еймейден (поблизу Амстердама). У Голландії виплавляється 6 млн т сталі та 3,7 млн т прокату. Основою кольорової металургії також є імпортна сировина: олово і свинець виробляють в Арне- мі, цинк та кадмій — у Бюделі, алюміній — у Делфзейлі і Фліссінгені. Щорічне виробництво алюмінію сягає 405 тис. т. Нині Нідерланди є одним з найбільших постачальників алюмінію на світовий ринок.

### Машинобудування
Ця галузь є найрозвинутішою у нідерландському господарстві. Електротехнічна промисловість, яка виготовляє електромотори, устаткування для електростанцій, світильники, електронне устаткування, радіоприймачі, магнітофони, телевізори тощо, виробляє 1/3 усієї продукції галузі. Нідерландська радіоелектроніка й електротехніка представлені найбільшим у світі концерном «Філіпс» (офіс у м. Ейндховені). У Голландії розвивається будівництво океанських лайнерів, вантажних та рибопромислових суден, яхт, буксирів тощо. Деякі верфі мають плавучі доки. Суднобудування сконцентроване у районі між Роттердамом і Дордрехтом, в Амстердамі, Алкмарі тощо. В автомобілебудуванні переважають філії іноземних автомобільних концернів «Форд», «Дженерал моторс» та ін. Виробництво легкових і вантажних автомобілів щороку становить понад 110 тис. Авіабудування спеціалізується на виробництві легких і швидкісних літаків, гелікоптерів (у тому числі для військових цілей).

### Хімічна промисловість
У Західній Голландії (Роттердам, Амстердам, Гелен, Делфзейл тощо) виготовляють пластмаси, мінеральні добрива, мило, лаки, хлор, соду, синтетичне волокно і гумові вироби. Світової популярності набула продукція нідерландської фармацевтичної промисловості.

### Легка промисловість
Нідерланди — провідний експортер віскози. Текстильна промисловість країни також спеціалізується на випуску бавовняних і вовняних тканин. За виробництвом готового одягу в державі перше місце посідає Амстердам — один із найбільших у світі центрів швейної промисловості.

### Харчова промисловість
У цій галузі виробляють олію, сир, молочний порошок, згущене молоко, маргарин, яйця, м'ясні, овочеві і фруктові консерви, шоколад та пиво. Країна експортує 1/4 продукції галузі. Зокрема, Нідерланди посідають перше місце у світі за експортом молочних продуктів. Харчові підприємства рівномірно розміщені по території країні.
У середині 1990-х років іноземні капіталовкладення в промисловість Нідерландів скоротилися. Основна їх маса поступала з країн ЄС, особливо з Німеччини і Великої Британії. Частка американських капіталовкладень становила 1/6, приблизно стільки ж доводилося на частку швейцарських інвестицій.
У кінці ХХ ст. в промисловості Нідерландів було зайнято приблизно 28 % працездатних населення, тоді як в сфері послуг — 67 %, а в сільському господарстві і рибальстві — 5 %.

### Азартні ігри
Азартні ігри в Нідерландах є законними й жорстко регулюються державою. Азартні ігри в інтернеті в материковій частині НІдерландів заборонені.
За регулювання цієї сфери в країні відповідає компанія «Нідерландське управління азартними іграми» Kansspelautoriteit або Ksa. Її було створено 1 квітня 2012 року. Це незалежний орган управління та регулятор азартних ігор в європейській частині Нідерландів. Азартні ігри в Кюрасао, що є частиною НІдерландів, регулюються окремо. Ksa фінансується за рахунок податкових надходжень від азартних ігор. Керівництвом займається Рада директорів.

## Сільське господарство
Приблизно 60 % території країни зайнято сільським господарством (з них пасовища охоплюють 50 %, посіви — майже 25 %, сади — менше 4 %). У Нідерландах нараховується понад 116 тис. невеликих ферм, з яких 95 тис. спеціалізуються у галузі сільського господарства. Майже 50 % усіх ферм мають наділи менше 10 га. Однак нідерландське сільське господарство високомеханізоване (нині один трактор припадає на кожні 5 га сільськогосподарської площі). Приблизно 2/3 орних земель У країні меліоруються.

### Тваринництво
Нідерланди — потужний виробник м'яса (2,9 млн т у 2003 р.), молока (11,7 млн т), сиру (695 тис. т), а також масла та яєць. Продуктивним є й птахівництво (бройлерного напряму). Луги займають 1/3 усієї площі сільськогосподарських земель Голландії. У 2003 р. в країні нараховувалося 4,8 млн голів великої рогатої худоби, 14 млн свиней і 1,9 млн овець, яких розводили у східних провінціях і на прибережних польдерах.

### Рослинництво

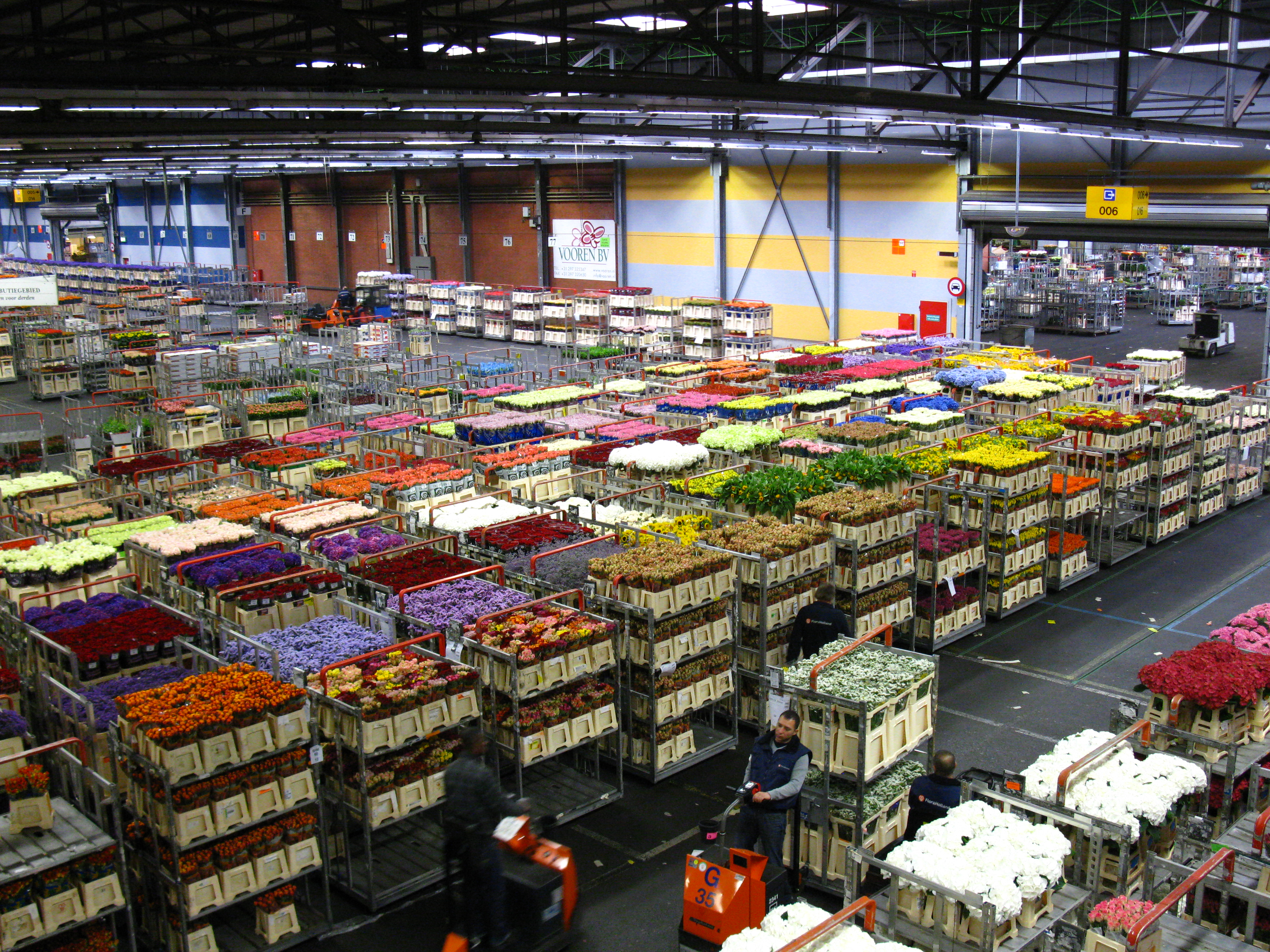
Всередині аукціону квітів в Алсмері
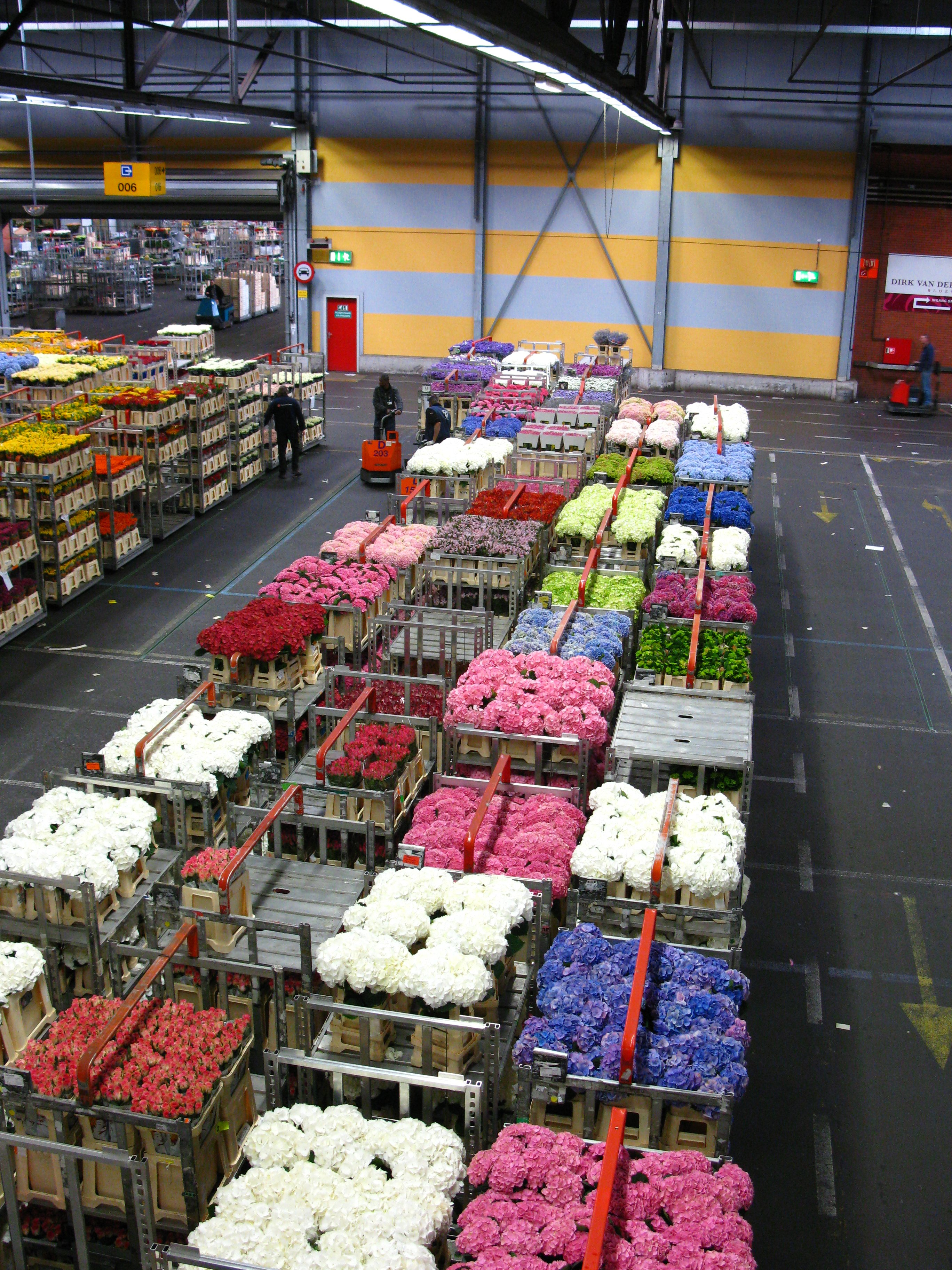
Алсмер
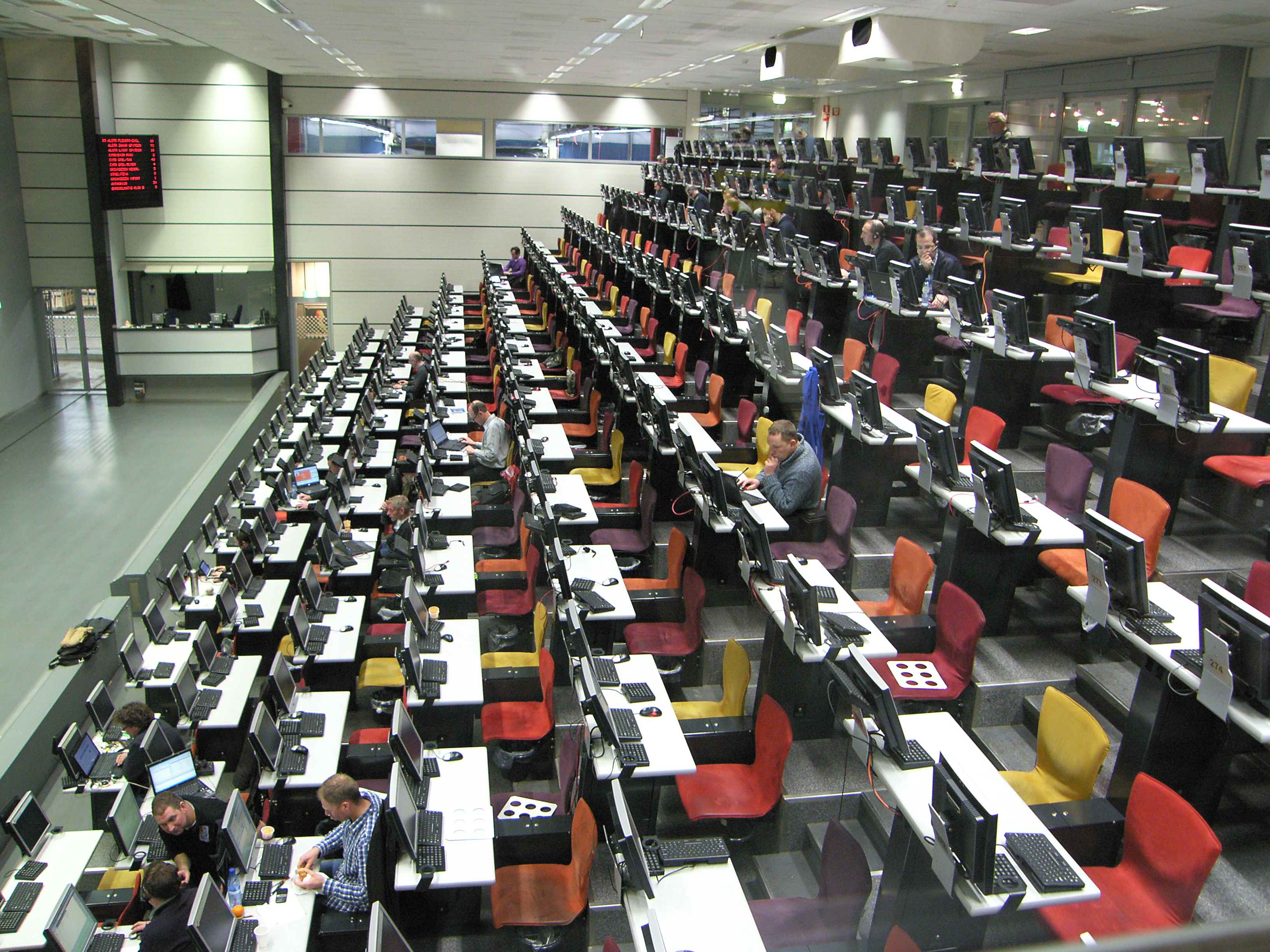
Аукціон квітів
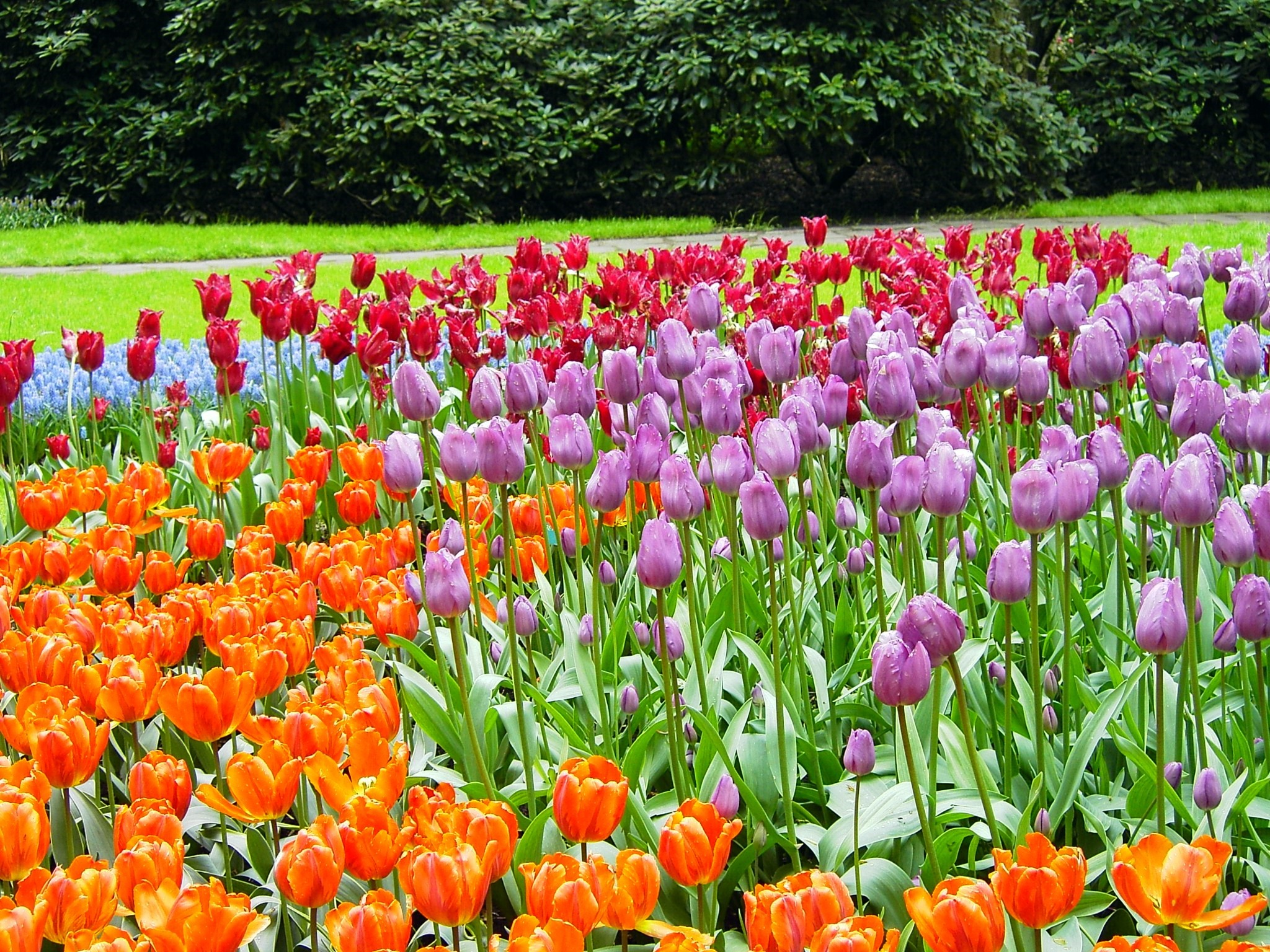
Кекенгоф — парк тюльпанів

Нідерландські фермери спеціалізуються на вирощуванні жита, вівса та кормового буряка на південному заході і південному сході країни. Пшеницю й ячмінь культивують у північних і західних районах. Тут також висівають цукровий буряк. У 2003 р. у країні було зібрано 1,5 млн т пшениці, 238 тис. т ячменю, 39 тис. т жита і 6,2 млн т цукрового буряка. На всій території держави вирощують картоплю, кормові культури для худоби; з технічних культур — льон, ріпак на насіння та цикорій.
Великі прибутки приносить вирощування фруктів (яблука, груші, вишні, сливи), овочів (капуста, цибуля, квасоля, шпинат, морква тощо), квітів, а також насіння та саджанців кущів і дерев. На продукцію садівництва припадає значна частина експорту. У теплицях Голландії вирощують великі врожаї винограду, помідорів, персиків.
Нідерланди здавна славилися своїм квітникарством, що перетворилося на потужну галузь господарства. Воно сконцентроване на території Рандстадту і прилеглих районах Зеландії. Тут вирощують тюльпани, нарциси, анемони, гладіолуси, троянди, гвоздики, азалії та орхідеї. Регулярно проводяться квіткові аукціони (найвідоміший — в Алсмері). Лише 1/10 квітів продають у Нідерландах.